# 타브리다 소비에트 사회주의 공화국
타브리다 소비에트 사회주의 공화국(러시아어: Советская Социалистическая Республика Тавриды 소베트스카야 소치알리스티체스카야 레스푸블리카 타브리드[*])은 1918년에 크림반도에 존재했던 사회주의 공화국이다.
1917년 러시아에서 일어난 10월 혁명을 계기로 크림 타타르족이 자치 정부를 수립하고 크림 인민공화국의 독립을 선언했지만 1918년 1월 볼셰비키의 공격으로 인해 소멸되고 만다.
1918년 3월 19일에는 페트로그라드 볼셰비키가 타브리다 소비에트 사회주의 공화국의 수립을 선언했으며 러시아 소비에트 연방 사회주의 공화국을 구성하는 공화국 가운데 하나임을 표방했다. 1918년 4월 30일에 독일 제국의 지원을 받은 우크라이나 인민공화국 군대가 크림반도를 점령하면서 소멸되었다.

## 같이 보기
- 러시아 내전